# Сухий Ізюмець
Сухий Ізюмець — річка у Ізюмському районі Харківської області, ліва притока Мокрого Ізюмця (басейн Сіверського Дінця).

## Опис
Довжина річки 10 км, похил річки — 3,4 м/км. Формується з декількох безіменних струмків та водойм. Площа басейну 102 км2.

## Розташування
Сухий Ізюмець бере початок із водойми села Бригадирівки. Тече на південний захід у межах села Бабенкове. У місті Ізюм впадає в річку Мокрий Ізюмець, ліву притоку Сіверського Дінця.